# Brandon Rife
Brandon Rife (* 1994 in Rochester, Indiana) ist ein US-amerikanischer Schauspieler und Model. Bekannt wurde er als Pornodarsteller unter dem Pseudonym Corey Haynes.

## Leben
Brandon Rife debütierte im Sommer 2013 bei der Produktionsfirma helixstudios. Er trat in drei Szenen auf, schloss sich in der Folge weiteren Firmen an und drehte insgesamt acht pornographische Filme.
Danach wandt sich Rife der Schauspielerei zu und spielte in bisher drei Filmen mit.

## Filmografie

### Pornografie
- Twinks at Play[4] (2014)
- First Time 4 Bareback[5] (2014)
- Bang My Twink Hole[6] (2014)
- Daddy’s Club[7][8] (2014)

### Schauspielerei
- 2014: Eroddity(s)[9]
- 2014: Angels with Tethered Wings
- 2014: Counselor Week at Camp Liberty